# سیارک ۱۷۴۸۶
سیارک ۱۷۴۸۶ (به انگلیسی: 17486 Hodler، نامگذاری:1991RB41) هفده هزار و چهارصد و هشتاد و ششمین سیارک کشف شده‌است که در ۱۰ سپتامبر ۱۹۹۱ کشف شد.
قدر مطلق سیارک برابر ۱۴٫۷۰ است.